# Annales regni Francorum
Els Annales regni Francorum, Annals reials francs o Annals del regne dels Francs, antigament coneguts com els Annales Laurissenses maiores i d'estil Reichsannalen en la historiografia alemanya, són annals que cobreixen la història dels primers monarques carolingis des 741-829. Els redactors devien ser personatges molt pròxims a la cort, la qual cosa dona al text un caràcter marcadament oficial. Els editors del segle xix van assumir que el text va existir en cinc versions que daten de diferents períodes al llarg de la dinastia carolíngia. En particular, una revisió dels annals s'atribueix a Eginard (775-840) (conegut posteriorment com a Annales qui dicuntur Einhardi), tot i que encara s'espera un argument convincent de la seva autoria. Els annals són les fonts més importants de la història política i militar de l'imperi de Carlemany. Altres annals seguiren la mateixa pauta, com ara els continuadors Annales Bertiniani i els Annales fuldenses.